# Aspicilia brucei
Aspicilia brucei är en lavart som beskrevs av Owe-Larss. & A. Nordin. Aspicilia brucei ingår i släktet Aspicilia och familjen Megasporaceae.   Inga underarter finns listade i Catalogue of Life.